# Brug 678
Brug 678 is een vaste brug in Amsterdam Nieuw-West. Hoewel genummerd als brug is het een viaduct.
De brug werd in 1974/1975 aangelegd voor de verbinding tussen het westelijk en oostelijk deel van het Sloterpark. De twee delen worden gescheiden door de President Allendelaan. De overspanningen maken onderdeel uit van het park en zijn alleen toegankelijk voor voetgangers en fietsers. Aan beide uiteinden van de brug werden taluds aangelegd, waarbij voetgangers en fietsers behoorlijk moeten klimmen.
De brug is afkomstig van de tekentafels van de Dienst der Publieke Werken. Zij kwamen met betonnen jukken waarop zes prefab betonnen liggers, gefabriceerd in Alphen aan den Rijn, steunen. De overspanning werd vervolgens geheel in hout verpakt, zodat de brug vanuit het park nauwelijks opvalt.
De brug werd gelijktijdig gebouwd met brug 677 die eenzelfde constructie kreeg. Waar brug 677 de President Allendelaan in een rechte hoek oversteekt, ligt brug 678 schuin over die laan. Vanwege die schuine overspanning moest er gebruik gemaakt worden van een betonnen ligger van circa 40 meter, die zelf een gewicht heeft van 60 ton. De houten onderdelen (rijdek en leuning) waren in 2016 in dermate slechte staat, dat zij tussen oktober en december 2016 vervangen werden.
Tussen beide bruggen in aan de oostkant staat het Allendemonument, dat ook vanaf de laan zichtbaar is.
De massiviteit van de brugleuningen is bij brug 678 versierd door het kunstwerk Trimmers van Martie van der Loo. Tussen beide bruggen in aan de oostkant staat het Allendemonument, dat ook vanaf de laan zichtbaar is.

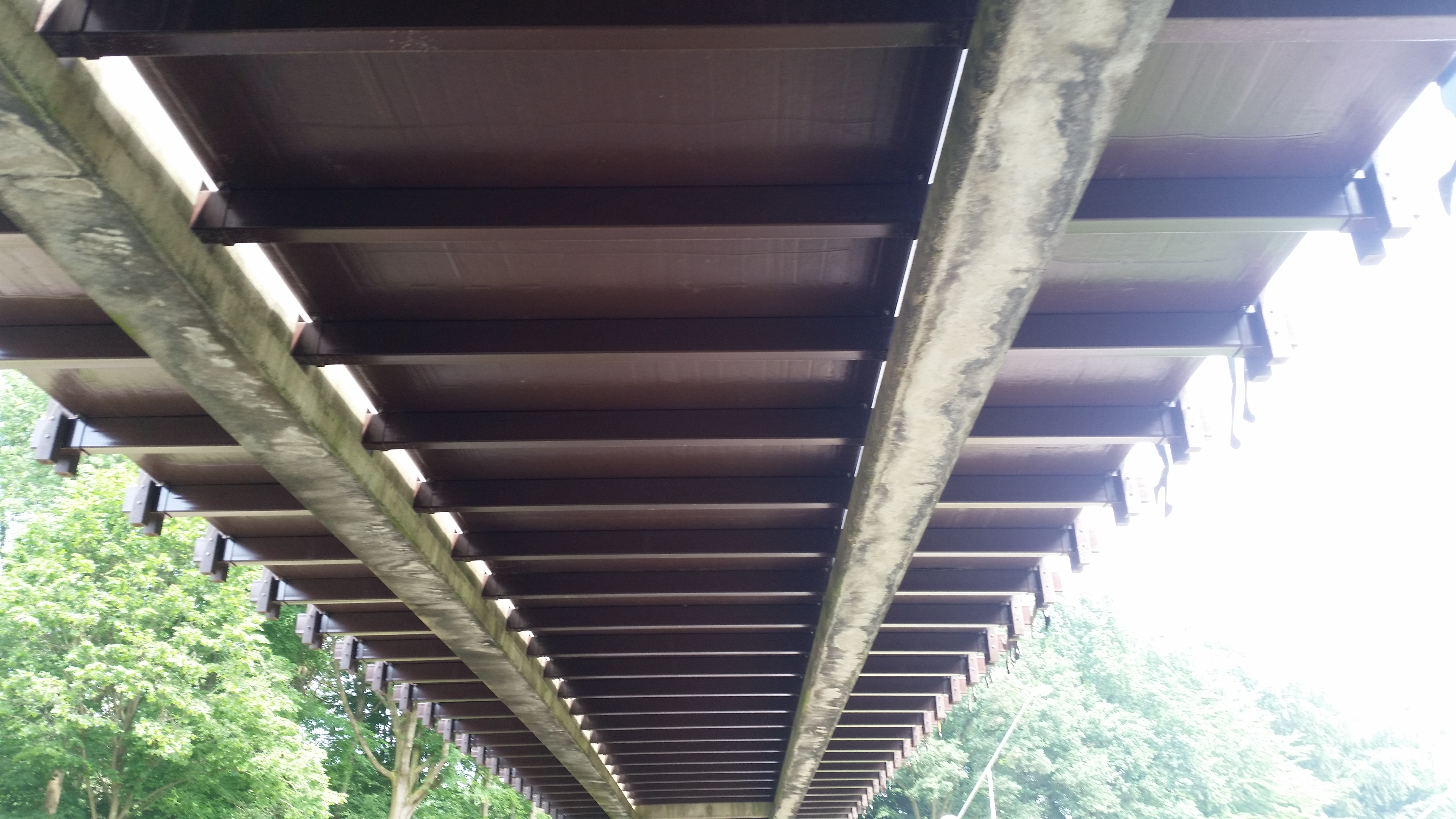
Onderzijde van de brug (juni 2018)

<<< · 600 · 601 · 602 · 603 · 604 · 605 · 606 · 607 · 608 · 609 · 610 · 611 · 612 · 613 · 614 · 615 · 616 · 617 · 618 · 619 · 620 · 621 · 622 · 623 · 624 · 626 · 627 · 628 · 629 · 630 · 631 · 632 · 633 · 634 · 635 · 636 · 637 · 638 · 639 · 643 · 651 · 652 · 653 · 655 · 656 · 657 · 658 · 659 · 660 · 661 · 662 · 663 · 664 · 665 · 666 · 667 · 668 · 669 · 670 · 671 · 673 · 674 · 675 · 676 · 677 · 678 · 679 · 681 · 682 · 683 · 684 · 685 · 687 · 688 · 689 · 690 · 691 · 692 · 695 · 696 · 699 · >>>
Verdwenen brugnummers: 625 (afgebroken brug Sam van Houtenstraat), 640, 644, 645, 646, 647, 648, 650, 672 (duiker Cornelis Lelylaan, Rembrandtpark), 694, 698.
Nooit gebouwd: 649, 680 (nooit gebouwde brug Sloterplas).
Brugnummers 641, 642, 654, 686, 693, 694 en 697 zijn onbekend.